# Pfarrkirche Akkonplatz

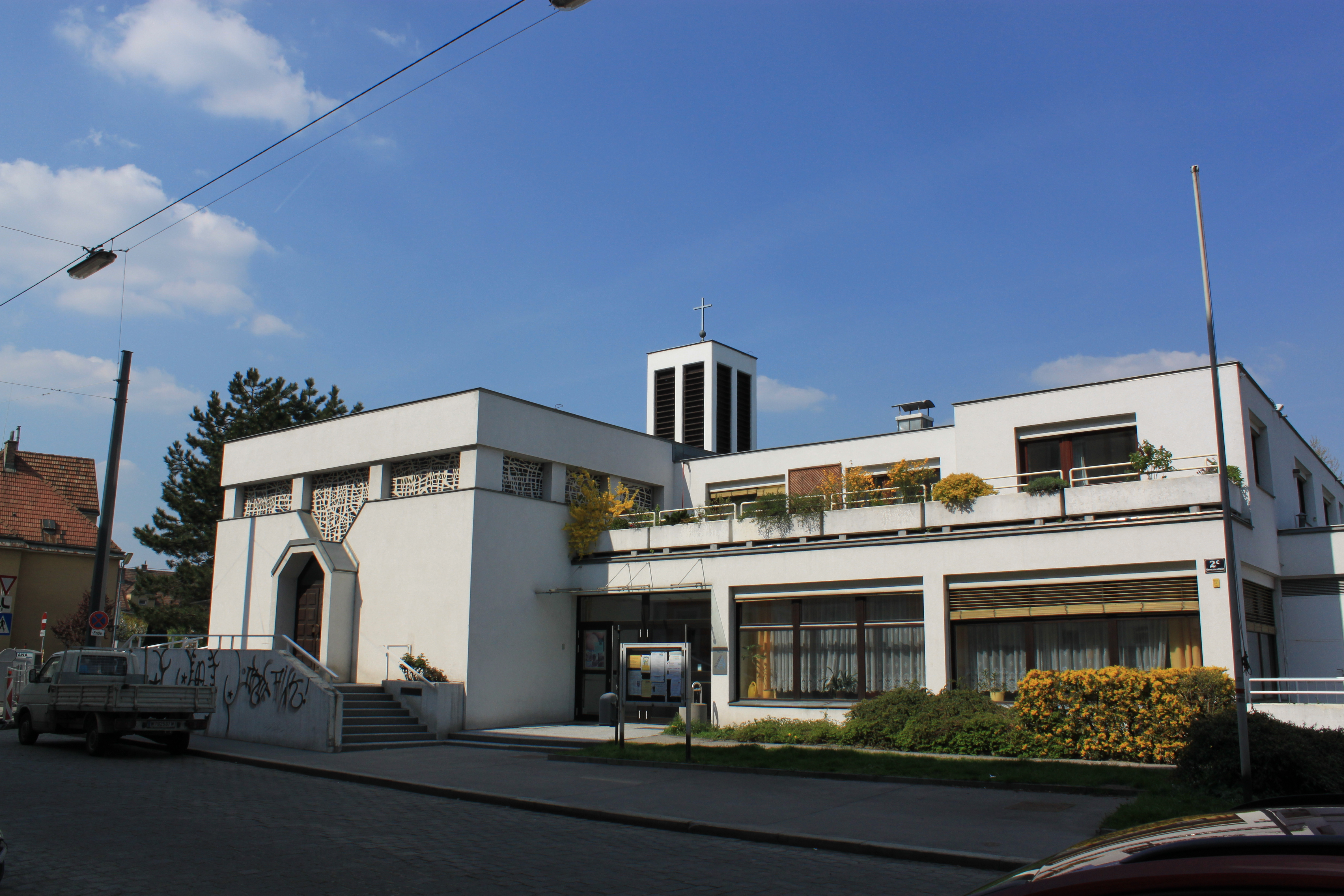
Katholische Pfarrkirche zum Abendmahl des Herrn am Akkonplatz

Die Pfarrkirche Akkonplatz steht im 15. Wiener Gemeindebezirk Rudolfsheim-Fünfhaus. Die auf das Fest Zum Abendmahl des Herrn geweihte römisch-katholische Pfarrkirche gehört zum Stadtdekanat 14 im Vikariat Wien Stadt der Erzdiözese Wien. Die Kirche steht unter Denkmalschutz (Listeneintrag).

## Geschichte
Die Pfarrkirche in der Oeverseestraße 2c wurde von 1978 bis 1980 nach Plänen des Architekten Josef Vytiska errichtet. Die Kirche wurde 1981 zur Pfarrkirche erhoben.

## Architektur
Der Kirchturm ist gegen Norden ausgerichtet, das Portal liegt an der Südseite und ist gegenüber dem Straßenniveau leicht erhöht. Das zugehörige Pfarrzentrum ist direkt an die Kirche angegliedert.
Der schlichte niedrige Lecabetonbau hat Flachdächer. Der rechteckige flachgedeckte Mehrzwecksaal hat eine erhöhten apsidial geschlossenen Bühnenraum, südlich daran anschließend befindet sich eine kleinere flachgedeckte Rechteckkapelle, ostseitig befinden sich über zwei Geschoße Pfarrräume und Wohnungen. Die Hochfeste der katholischen Kirche werden bei größerem Platzbedarfes im Mehrzwecksaal abgehalten, welcher 400 Personen fasst.
Der Innenraum der Kirche, die einen nahezu quadratischen Grundriss aufweist, zeigt sich schlicht. Die Betonwände verfügen über einen weißen Anstrich, während der Boden mit rotbraunen Fliesen ausgestattet ist. Knapp unter der Decke, die auf Holzträgern ruht, zieht sich ein schmales Band an Glasfenstern. Dieses zeigt die Motive Sonne, Ähren, Trauben und Mond und ist abgesehen von der Glasfläche über dem Portal die einzige natürliche Lichtquelle des Raumes. An der östlichen Wand der Kirche hängt die Holzfigur des gekreuzigten Christus, jedoch ohne die Kreuzbalken. Links davon befindet sich der Tabernakel, der die Symbole der vier Evangelisten trägt, rechts eine hölzerne Statue der heiligen Maria mit dem Jesuskind. Der Altar, ein schlichter Holztisch, ist in Nähe dieser Wand aufgestellt. Weiters ist der Innenraum mit hölzernen Sesseln bestückt, die im Kreis rund um den Altar aufgestellt sind, wobei hinter dem Altar nur eine Reihe aufgestellt ist. Es gibt keinen ausgezeichneten Sessel, und auch während der Messe ist freie Platzwahl möglich, eben auch hinter dem Altar.
Die Glasmalerei in der Kapelle schuf Clarisse Praun und Wilhelm Kocian nach 1980, das Tafelbild Zum Abendmahl des Herrn schuf Hermann Bauch (1980), die Holzfiguren Corpus Christi und Maria mit Kind schuf Bildhauer und Maler Josef Papst (1981).